# Xiongjiang
Xiongjiang (kinesiska: 雄江) är en köping i sydöstra Kina. Den ligger i Minqing härad i provinshuvudstaden Fuzhou i provinsen Fujian, omkring 63 kilometer nordväst om centrala Fuzhou. Antalet invånare är 3 087. Befolkningen består av 1 408 kvinnor och 1 679 män. Barn under 15 år utgör 13,0 %, vuxna 15-64 år 72 %, och äldre över 65 år 13,0 %.